# Imad ad-Din al-Asar
Imad ad-Din Abd ar-Rahman al-Asar (arab. عماد الدين عبد الرحمن الأعصر) – egipski zapaśnik walczący przeważnie w stylu klasycznym. Złoty medalista igrzysk afrykańskich w 1991. Trzeci na mistrzostwach Afryki w 1990. Szósty i siódmy na igrzyskach śródziemnomorskich w 1991. Czwarty w Pucharze Świata w 1991 roku.